# Гімн України
Держа́вний гімн Украї́ни, або сла́вень, — один із головних державних символів України поряд із прапором і гербом. Державним гімном є пісня «Ще не вмерла Україна» на слова Павла Чубинського та музику Михайла Вербицького, написана у 1862—1863 роках.
1917 року «Ще не вмерла Україна» була проголошена гімном Української Народної Республіки, однак після поразки національно-визвольних змагань її заборонили. Після Другої світової війни гімном Української РСР обрали пісню «Живи, Україно, прекрасна і сильна». Коли тоталітарний радянський режим ослаб, вперше після тривалої заборони «Ще не вмерла Україна» публічно прозвучала на фестивалі «Червона рута» 1989 року.
Після проголошення незалежності України 24 серпня 1991 року «Ще не вмерла Україна» заспівали просто в залі Верховної Ради. Офіційна музична редакція гімну ухвалена 15 січня 1992 року, а текст затверджено законом України «Про Державний гімн України» 6 березня 2003 року.

## Історія

### Попередні національні гімни (до XIXст.)
Державний гімн — це урочистий музичний чи музично-поетичний твір, що виконується під час громадських заходів, який існує у більшості народів та виражає їхню самобутність. Термін походить від грецького «гімнос» (грец. ύμνος) та означає урочисті хорові звернення до богів, які існували в античній Греції та інших стародавніх країнах. В християнстві також існували релігійні гімни, що набували форму псалмів або кантів.
Перша музична символіка українського народу сягає часів Київської Русі. Тоді роль державного гімну в сучасному розумінні виконували бойові заклики та пісні, які створювали патріотичний настрій перед битвами. Як свідчить «Слово о полку Ігоревім», пісні закликали воїнів до хоробрості, аби здобути «князю славу», відплатити ворогам «за землю Руську», за рани. Перед вирішальною битвою на Калці 1223 року проти татаро-монгольських військ руські дружини співали «З нами Бог, розумійте язици». Перед битвою при Грюнвальді 1410 року, що відбулася між військами Тевтонського ордену та об'єднаною польсько-литовсько-українською армією, з уст воїнів як гімн звучала пісня «Богородиця». Близькими до жанру гімну були козацькі пісні, такі як «Нумо, хлопці, до зброї» («Ой зібрались були чайку рятувати / Славу добувати / Ой, чи пан, чи пропав — двічі не вмирати / Нумо, хлопці, до зброї!»). Пізніше поширилися патріотичні пісні, такі як «Пісня про Байду», «Ой, на горі, там женці жнуть», «Засвіт встали козаченьки».
Протягом XVIII—XIX століть традиційні пісні перетворилися на один з невіддільних символів держави, який відображав політичну єдність суспільства та допомагав об'єднанню нації. В ці часи виникли перші офіційні державні гімни, серед яких «Боже, бережи королеву» (Англія, 1747), «Марсельєза» (Франція, 1792), «Jeszcze Polska nie zginęła» (Польща, 1797), «Kde domov můj?» (Чехія, 1834). Україна ж, чиї землі були розподілені між Російською імперією та Австрійською імперією, свого національного гімну довгий час не мала.
Пісенна творчість українського народу на російських та австрійських (пізніше — австро-угорських) землях розвивалася по-різному. Царський уряд Російської імперії жорстко забороняв вживати українську мову під час публічних заходів, виконувати пісні, друкувати книги та ноти, тому патріотичні твори українською мовою, що виникали на території Росії, друкувалися лише за кордоном, часто під псевдонімами. На австрійських територіях — у Закарпатті, Буковині та Галичині, — ставлення до української мови було менш жорстким, тому саме тут на початку XIX століття з'являлися патріотичні пісні гімничного звучання, такі як «Дай же, Боже, добрий час» Юліяна Добриловського.
Поштовхом до створення та поширення патріотичних пісень стала революція в Австрійській імперії, частина «Весни народів» 1848-49 років. З'явилися пісні, що співалися на мелодію старогалицького романсу, як то «Я щасний, руську матір маю» на слова єпископа Спиридона Литвиновича та «Де єсть руська Отчина» поета Івана Гущалевича. Чеська пісня «Kde domov můj» була перекладена українською як «Где дом єсть мой, где жизнь моя» і також набула статусу гімну. Але найбільш популярною стала пісня греко-католицького священника о. Івана Гушалевича «Мир вам, браття, всім приносим», яку Головна Руська Рада визначила гімном Галичини (текст пісні приписують Теодору Леонтовичу, Петру Любовичу або Михайлу Вербицькому). На Закарпатті в ті ж роки був написаний гімн «Я Русин был, єсмь, и буду» на вірші Олександра Духновича.

### «Ще не вмерла Україна» (з 1862 року)

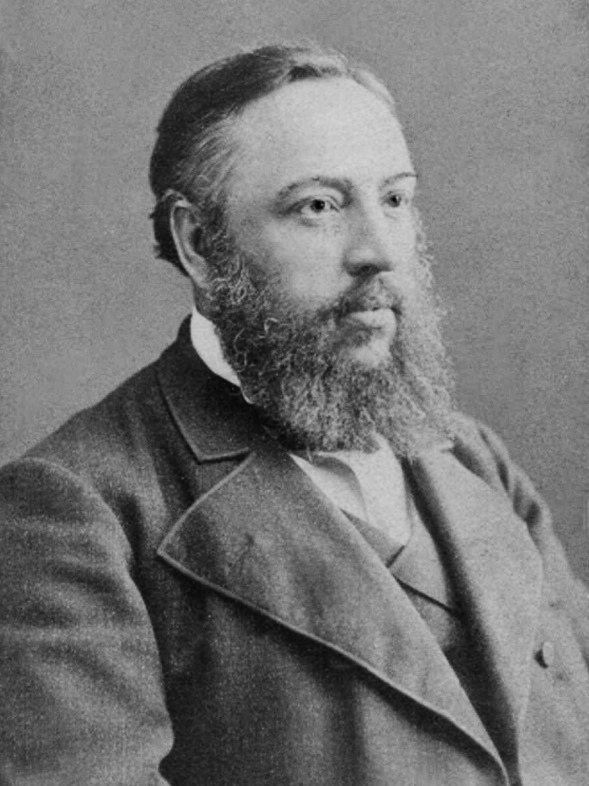
Павло Чубинський — український поет, автор гімну «Ще не вмерла Україна»

Створення українського гімну бере початок з осені 1862 року, коли на вечірці у етнографа, фольклориста та поета Павла Чубинського сербські студенти, що навчалися в Київському університеті, співали патріотичну пісню про царя Душана, в приспіві якої були слова «срце бије и крв лије за своју слободу» (укр. серце б'ється і кров тече за його свободу). Чубинському пісня сподобалася настільки, що за пів години він написав власний текст «Ще не вмерла Україна», який тут же проспівали на музику сербської пісні. Поширення вірша серед українофільських гуртків, щойно об'єднаних у Київську громаду, сталося дуже швидко. 20 жовтня шеф жандармів князь Долгоруков дав розпорядження вислати Чубинського на проживання в Архангельську губернію «за шкідливий вплив на розум простолюду». Автограф вірша не зберігся, але перша публікація його тексту відбулась у львівському журналі «Мета» у номері 4 за 1863 рік. 

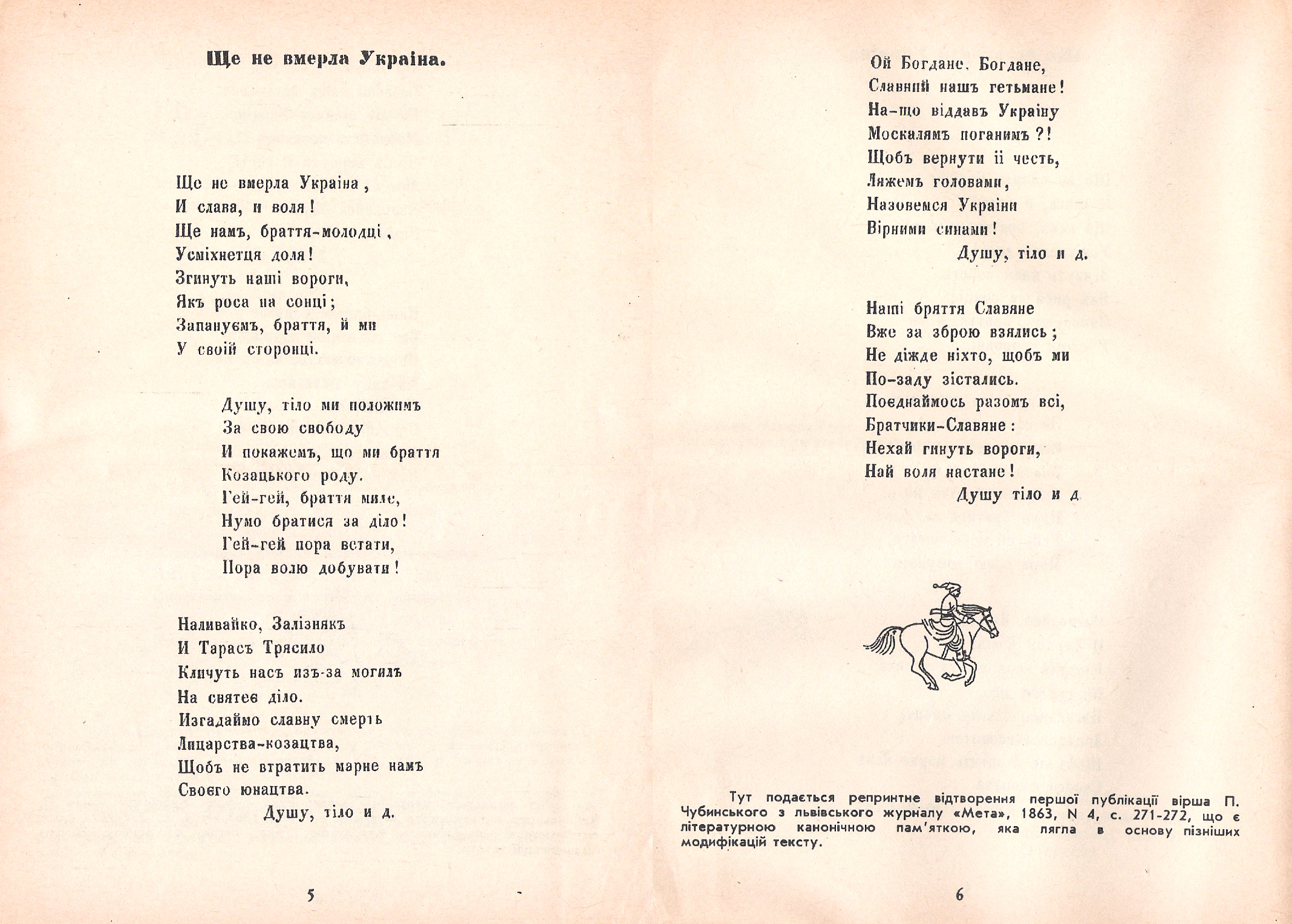
Репринтне видання львівського журналу «Мета» 1863 р., перша публікація вірша

Структура вірша, його побудова, розподілення на куплети й приспів та лексичні елементи вказують на те, що Павло Чубинський одразу вбачав у своєму творі пісню. Припускають, що створюючи ритмічний малюнок вірша, Чубинський орієнтувався на польський гімн, «Мазурку Домбровського». Леся Українка та Леонід Білецький згадували, як пісню співали на мотив сербського гімну, а Михайло Драгоманов — на мотив чеської пісні. Серед інших композиторів, які поклали вірш на музику — близький друг Чубинського Микола Лисенко та його сподвижник Кирило Стеценко (ноти його хорового аранжування було надруковано 1917 року в Києві). Але найбільш відомою стала версія пісні на музику греко-католицького священника о. Михайла (Вербицького), відомого своїми симфоніями, вокальними композиціями та світськими хорами. Вербицький створив декілька версій твору, зокрема для голосу у супроводі гітари (автограф зберігається у Львівській науковій бібліотеці ім. В. Стефаника) та хоровий варіант, який став найбільш популярним.

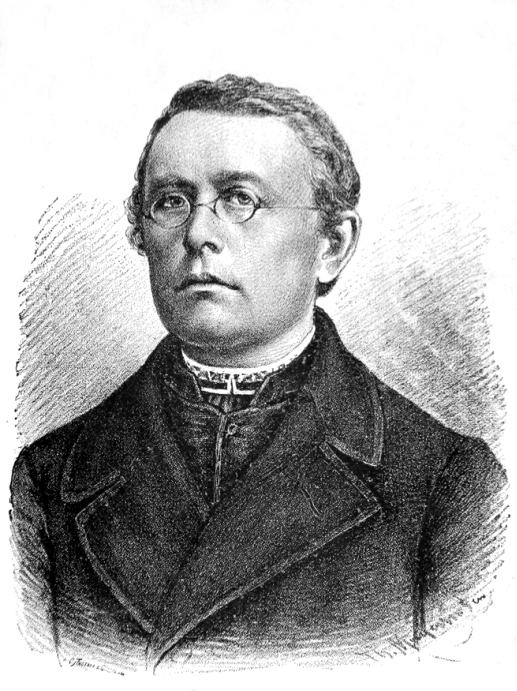
О. Михайло Вербицький — український композитор, автор гімну «Ще не вмерла Україна»

Перші згадки про виконання пісні на музику Вербицького датовані 1863 роком. 
Вперше о. Михайло Вербицький сам виконав її на сходинах (зібранні) організації «Громада» перемиських семінаристів у музейній залі Духовної гімназії в Перемишлі. Ректор семінарії о. Григорій Гинилевич, захоплений почутим, наполегливо рекомендував семінаристам поширювати цей твір серед прочан (а перепис — серед інших «Громад» Галичини), а о. Вербицького попросив зробити зі солоспіву хоровий варіант. Незабаром була оприлюднена авторська версія для хорового виконання.
Урочисто вперше цей хоровий твір виконали в Перемишлі в день празника Св. Івана Хрестителя 1 липня 1864 року.
Відкриття Українського театру у Львові 25 грудня 1864 року постановкою оперети Карла Гейнца (і Кароля Гейнча або Гайнча (1820—1860), власне його україномовна «комедія-опера» називалася «Поворот запорожців з Трапезунда», опублікована 1842 р. в Києві) «Запорожці» розпочалось із виконання «Ще не вмерла Україна» (у виставі перший рядок було змінено на «Ще не вмерло Запорожжя»), тому деякі джерела вказують, що саме тоді широка громадськість уперше познайомилася з піснею.
Твір сподобався глядачам так, що хор виконував його двічі, а у пресі його назвали «прекрасною піснею». 10 березня 1865 року пісня прозвучала в перемишльській залі «Під Провидінням» як завершальний номер концерту, присвяченого роковині смерті Тараса Шевченка, через що її авторство спочатку приписували Кобзарю. Надалі пісня Вербицького та Шептицького ставала ще більш популярною, її співали як у народі, так і під час офіційних концертів. Серед відомих виконань — 1867 року на новорічному прийомі австрійських урядовців, влаштованому митрополитом Спиридоном (поруч з австрійським гімном) або 1891 року на відкритті чеської Краєвої виставки у Празі.

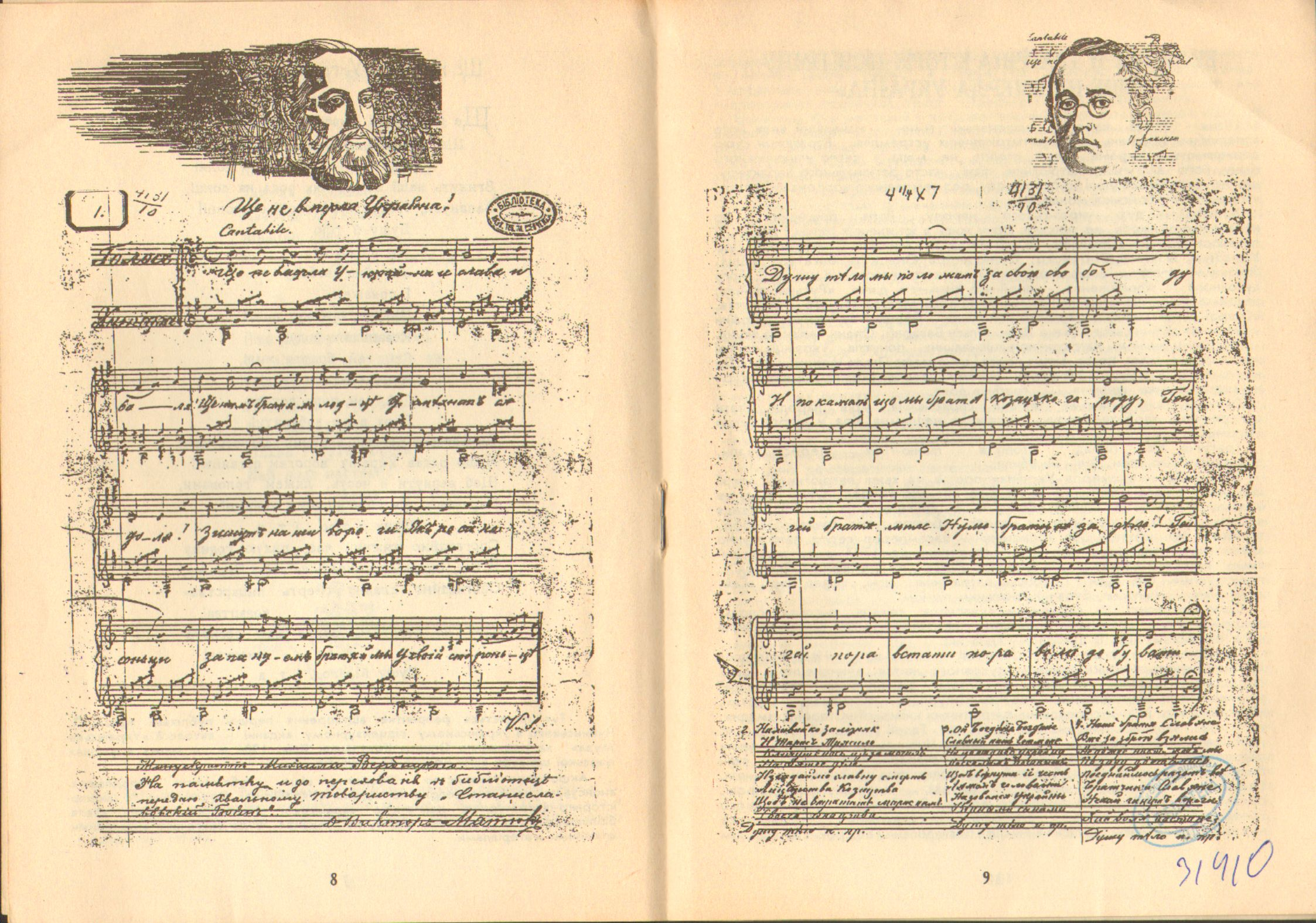
«Ще не вмерла Україна». Первісний текст вірша П. Чубинського, музика М. Вербицького. Текст, ноти опубліковані в альманасі «Українська муза», 1908 р.

Перші нотатки пісні з'явилися в рукописних зошитах хорових ентузіастів, таких як Еміль Менцинський, ще 1863 року. Ноти для чотириголосого чоловічого хору без супроводу вперше було опубліковано у збірці «Кобзар», що вийшла 1885 року у Львові; упорядники — Анатоль Вахнянин (який керував хором під час виконання пісні на шевченківському концерті 1865 року) та Порфірій Бажанський — розмістили його у першому розділі, поряд з іншими популярними на Галичині піснями-гімнами, такими як «Мир вам, браття», «Щасть нам, Боже» та «Я щасний, руську матір маю». 1888 року «Ще не вмерла Україна» потрапила до «Руського співанику» Костя Панківського, який вийшов у видавництві «Просвіта» з метою освіти молоді.
Протягом наступних десятиріч пісня стала частиною українського фольклору. Основа тексту та музики залишалася незмінною, але з'явилися нові нюанси слів та мелодії. Перший рядок «Ще не вмерла України і слава, і воля» змінився на «Ще не вмерла Україна, і слава, і воля». Форма слова «вороги» змінилася на здрібнілу «вороженьки», що було типовим для народних текстів. Текст суттєво скоротився: зникли згадки про козацьких та гайдамацьких героїв (Наливайко, Залізняк, Тарас Трясило); зникло звернення до Богдана Хмельницького; став неактуальним четвертий куплет про братні слов'янські народи, які «вже за зброю взялися»; пізніше з приспіву прибрали строфу «Гей-гей, браття миле, нумо братися за діло!». Разом з тим, щоб підкреслити незалежність українських земель під час національно-визвольної боротьби з'явився новий куплет, що починався зі слів «Станем, браття, в бій кривавий від Сяну до Дону».
Протягом кінця XIX — початку XX століть було опубліковано багато перекладів та аранжувань «Ще не вмерла Україна». Частина друкувалася у масових виданнях, призначених для широкого вжитку, інші призначалися для офіційних подій та концертних виконань. Серед вокальних версій  — твори для мішаного хору (композитори Остап Нижанівський, Філарет Колесса, Василь Барвінський), для жіночого хору із фортепіано (Денис Січинський), для дитячого триголосого хору (Михайло Гайворонський); композитор і диригент Ярослав Ярославенко створив інструментальне аранжування пісні. В народі «Ще не вмерла Україна» найчастіше виконувалася у скороченому варіанті, що складався з перших восьми строф й приспіву, на мелодію, що трохи відрізнялася від оригіналу Вербицького. Пісня потрапила до репертуару оперного співака Модеста Менцинського і у жовтні 1910 року в Кельні була вперше записана на звукову доріжку у супроводі оркестру. Грамофонна платівка із першим записом «Ще не вмерла Україна» вийшла на німецькому лейблі Deutsche Grammophon.

### Часи УНР та ЗУНР (1917—1921)

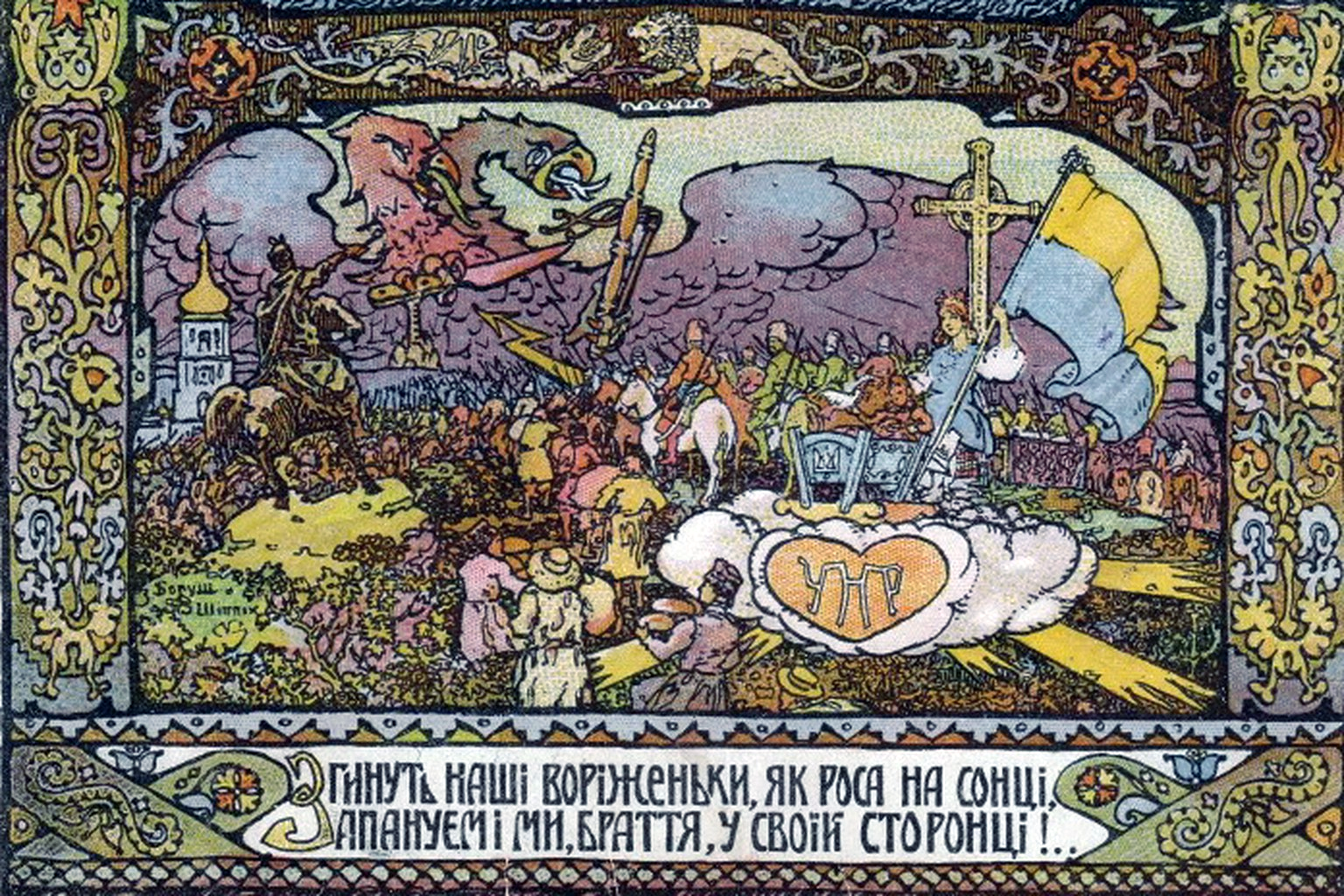
Кольорова листівка-плакат Богуша Шіппіха «Згинуть наші воріженьки, як роса на сонці, запануєм і ми браття у своїй сторонці!..», виконана в кінці 1917 р. після проголошення 3-го Універсалу та опублікована видавництвом «Вернигора».

Наприкінці XIX століття, в часи зростання національно-визвольного руху української нації, «Ще не вмерла Україна» стала одним з його символів. 1891 року пісню вперше було названо «гімном русько-українським» в збірці Остапа Нижанківського «Слов'янські гімни». Поруч з нею в передреволюційні часи лунали такі твори, як «Не пора» (текст Івана Франка), «Хмари зловісні зависли над нами» (переклад польської «Варшав'янки»), «Шалійте» (текст Олександра Колесси на музику Анатоля Вахнянина), «За Україну, за її волю, за честь, за славу, за народ» (текст Миколи Вороного), «Ми — гайдамаки» (текст Осипа Маковея), та декілька гімнів Миколи Лисенка, серед яких «Вічний революціонер» (на слова Франка) та «Боже, великий, єдиний, нам Україну храни» (текст Олександра Кониського).

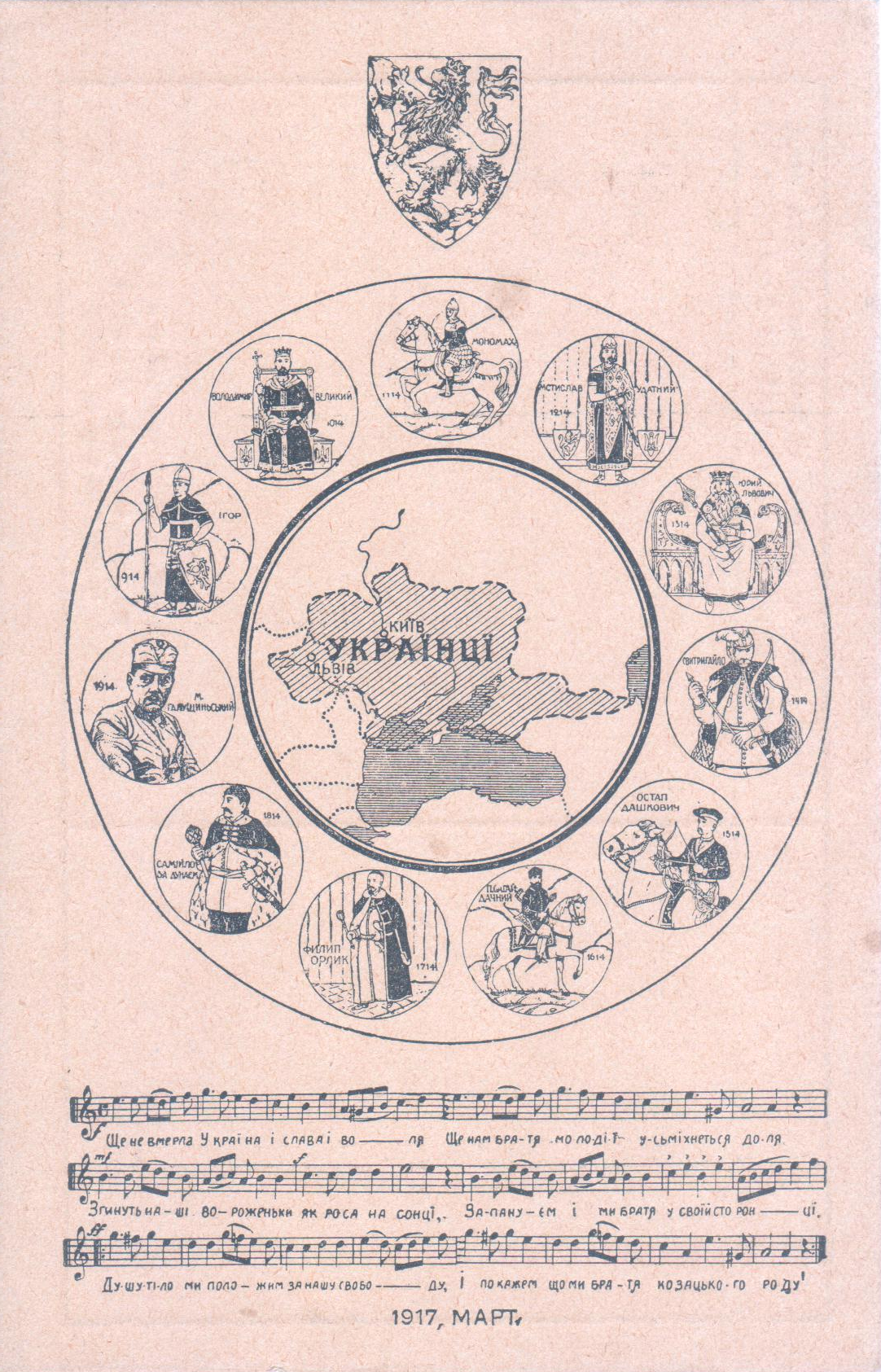
«Ще не вмерла Україна» на офіційній листівці Легіону Українських Січових Стрільців «Дорога століть на Україні», 1917 рік

Після проголошення Української Центральної Ради 20 березня 1917 року політична активність українців призвела до численних мітингів та маніфестацій, на яких серед інших патріотичних пісень нерідко лунала «Ще не вмерла Україна». 22 січня 1918 року було проголошено незалежність Української Народної Республіки, і уряд ухвалив «Ще не вмерла Україна» державним гімном. Пісня лунала під час прийняття важливих державних рішень, таких як Третій та Четвертий Універсал, та на офіційних зустрічах та урочистих подіях, як-то відкриття Української Академії Наук. Під час Акту Злуки, коли 21 січня 1919 року УНР та ЗУНР було об'єднано у соборну Україну, оркестр виконував національний гімн «Ще не вмерла Україна», а хор Кирила Стеценка — пісні «Вічний революціонер» та «Молитва за Україну».
Визвольна боротьба українського народу привернула увагу до пісні за межами країни. 1916 року в Канаді вийшла збірка Флоренс Рендал Лайвсей Songs of Ukraina, with Ruthenian poems (укр. Пісні України, з русинськими віршами), яка містила партитуру та переклад англійською мовою під назвою «Ukrainian National Anthem» (укр. Український національний гімн), який починається зі слів «She lives on, our Ukraina!». 17 червня 1918 року авторитетне американське видання «Нью-Йорк таймс» опублікувало замітку про затвердження перекладу національного гімну України, який починався зі строфи «Nay, thou art not dead, Ukraine». 1918 року вийшла збірка Die Lieder der Ukraine (укр. Пісні України), яка містила німецький текст, перекладений Остапом Грицаєм. Ще один переклад гімну німецькою належав поетесі Анні-Шарлотті Вуцькі, яка здійснила його для збірки Bandura-Klänge. 12 ukrainische Volkslieder und die Nationalhymne (укр. Звуки бандури. 12 українських народних пісень і національний гімн), що вийшла 1919 року в Лейпцигу. Розповсюдженню твору за межами країни сприяло його виконання Українською республіканською капелою під керівництвом диригента Олександра Кошиця в Європі, Північній Америці, Південній Америці та Канаді.

### Після втрати Україною державності (1921—1991)
Після поразки Перших визвольних змагань 1917—1921 року та створення Української РСР у складі Радянського Союзу, пісня була оголошена буржуазно-націоналістичною та заборонена. Пам'ять про пісню, як символ української держави, підтримували емігранти, які мешкали в США та Канаді. Уряд УНР в екзилі також продовжував використовувати її як національний гімн. Текст та ноти «Ще не вмерла Україна» обов'язково входили до збірок пісень, що виходили за кордоном, таких як видана Союзом українців у Великобританії «Українська пісня». 15 березня 1939 року «Ще не вмерла Україна» була затверджена гімном Карпатської України, автономної республіки у складі Чехословаччини, що існувала протягом трьох місяців. Під час Другої світової війни, коли 30 червня 1941 року у Львові було проголошено Акт відновлення Української Держави, «Ще не вмерла Україна» також було проголошено державним гімном.

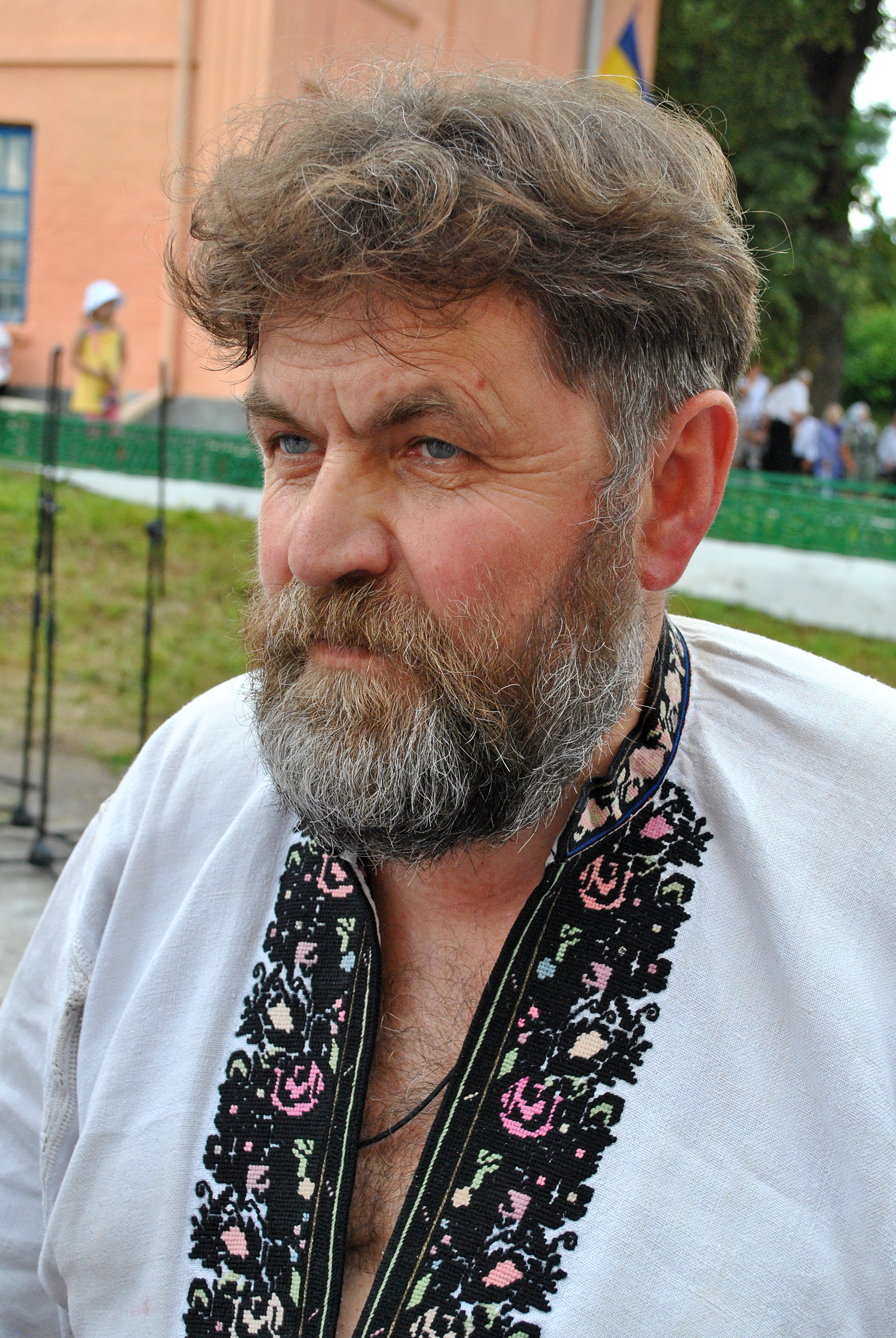
Василь Жданкін, автор першого публічного виконання «Ще не вмерла Україна» після довгої перерви на фестивалі «Червона рута» 1989 року

Після Другої світової війни, коли в Радянському Союзі вирішили створити окремі гімни для кожної республіки, «Ще не вмерла Україна» не розглядалася як кандидат, щоб уникнути сепаратистських настроїв серед українців. Натомість був потрібен текст, де описувалася б комуністична партія, а Україна розглядалася б як одна з багатьох республік, «між рівними рівна, між вільними вільна». Це завдання виконав Павло Тичина, чий варіант «Живи, Україно, прекрасна і сильна», покладений на музику групою композиторів під керуванням Антона Лебединця, став державним гімном Української РСР у період з 1949 до 1991 роки.
Наприкінці 1980-х років тоталітарний радянський режим ослаб, національний рух розпочався з новою силою, і символи України — гімн та прапор — почали з'являтися знову. Вперше після довгої перерви «Ще не вмерла Україна» було публічно заспівано 24 вересня 1989 року на головній сцені фестивалю «Червона рута»: заборонений гімн акапельно виконав лауреат фестивалю Василь Жданкін, до якого долучилися Віктор Морозов і Едуард Драч. Того ж року на могилі Чубинського в Борисполі пісню виконав етнографічний хор «Гомін» Леопольда Ященка. 9 березня 1990 року біля пам'ятника Тарасові Шевченку в Києві гімн виконав Кубанський козачий хор під диригуванням Віктора Захарченка. Визначною подією стало виконання гімну 9 квітня 1990 року у Львівській опері перед початком сесії Львівської обласної Ради народних депутатів XXI («першого демократичного») скликання. Перше аранжування твору для оркестру здійснив художній керівник та диригент Галицького симфонічного оркестру Ростислав Демчишин, а перший фондовий запис для Українського радіо належав хорові студентів Київської консерваторії ім. П. Чайковського під керівництвом Павла Муравського.

### Доба Незалежності (з 1991 року)
Після проголошення незалежності України 24 серпня 1991 року «Ще не вмерла Україна» заспівали присутні в залі члени Верховної Ради. Вже у вересні гімн зіграли музиканти Заслуженого академічного симфонічного оркестру України під керівництвом Ігоря Блажкова, і цей запис транслювався на Українському радіо. Офіційне затвердження «Ще не вмерла Україна» як державного гімну України відбулося 15 січня 1992 року, коли його музичну редакцію затвердила Верховна Рада України.

Попри запроваджене повсюдне виконання гімну виявилося, що на практиці існували різні версії, суттєво відмінні одна від одної. Було створено комісію під керівництвом директора видавництва «Музична Україна» Миколи Линника, якій доручили підготувати музичну редакцію державного гімну. Комісія вивчила авторський рукопис пісні Вербицького, прослухала оркестрові аранжування духового оркестру Міністерства оборони України та Державного духового оркестру України та 20 травня 1992 року вирішила зупинитися на варіанті мелодії, який зустрічався в «Шкільному співанку» Кирила Стеценка, обравши оркестровку військового диригента Олександра Морозова. Авторами остаточної редакції стали Народні артисти України Мирослав Скорик та Євген Станкович. 3 червня президент України Леонід Кравчук ухвалив видання державного гімну. У вересні 1992 року затвердили клавір для чотириголосого хору у супроводі фортепіано, на початку 1993 року — партитури для симфонічного та духового оркестру, після чого зробили фондовий запис у виконанні Державного духового оркестру (диригент Андрій Кирпань), оркестру Національної гвардії України (диригент Анатолій Молотай) та Симфонічного оркестру державної телерадіокомпанії України (диригент Володимир Сіренко). Партитура гімну вийшла наприкінці 1993 року у видавництві «Музична Україна».
28 червня 1996 року було ухвалено Конституцію України, згідно з якою — на підтвердження рішення Верховної Ради — державним гімном країни було визнано твір на музику Михайла Вербицького. Разом з тим, текст Павла Чубинського так і не було визнано офіційно. Вірш вважався застарілим та невідповідним тогочасним політичним реаліям, тому в листопаді 1996 року було створено Державну комісію з підготовки та проведення конкурсу на найкращий текст Державного Гімну України. Протягом наступних років було подано 784 проєкти текстів головного символу країни. Однією з пропозицій був вірш «Встала мати-Україна» Дмитра Павличка. Разом з тим, багато хто, включаючи письменника та поета Дмитра Чередниченка, наполягав на збереженні тексту Чубинського, що виконував роль гімну протягом багатьох десятиріч. 6 березня 2003 року Верховна Рада ухвалила Закон «Про Державний гімн України», згідно з яким текстом гімну на музику Михайла Вербицького було затверджено перший куплет і приспів пісні Павла Чубинського «Ще не вмерла Україна». Того ж року у видавництві «Музична Україна» вийшла оновлена партитура із текстом Чубинського для мішаного хору із фортепіано.
Конституція України встановила, що слова Державного Гімну затверджуються законом, який приймається не менш як двома третинами від конституційного складу Верховної Ради України. Спроби змінити текст та музику гімну здійснювалися неодноразово. Так, проєктом закону України «Про Державний Гімн України», ініційованого Кабінетом Міністрів України у 2009 році, пропонувалося законодавчо закріпити еталонну музичну редакцію, врегулювавши порядок видання та збереження нотного матеріалу, але законопроєкт був відкликаний. Також лунали пропозиції про зміну тексту, який вважався занадто песимістичним, або повернення оригінального куплету Чубинського, що починався зі строфи «Станем, браття, в бій кровавий від Сяну до Дону…».
7 грудня 2021 року Кабінет Міністрів України затвердив постанову про встановлення Дня Державного Гімну України, який відзначається 10 березня щорічно.

## Опис гімну

### Музика
Державним Гімном України є національний гімн на музику М. Вербицького.
Законодавчо затвердженої музичної редакції гімну не існує. 2009 року пропонувалося затвердити як еталонну музичну редакцію М. Скорика та Є. Станковича в тональності сі-бемоль мажор. Було запропоновано видавати нотний матеріал гімну у вигляді клавіру, хорової партитури, партитури для симфонічного оркестру та хору, для симфонічного оркестру, партитури для малого, середнього і великого складу духового оркестру, щоб гімн міг виконуватися в оркестровому, хоровому, оркестрово-хоровому, ансамблевому або сольному виконанні. Текст і ноти еталонного примірника музичної редакції мали зберігатися в Верховній Раді, та видаватися на замовлення Кабінету Міністрів України. Законопроєкт було відкликано.
На думку музикознавиці Марії Загайкевич, хор «Ще не вмерла Україна» є характерним представником ранньоромантичної творчості. Він має гомофонний характер, виконується на чотири голоси, поєднуючи систему мажор-мінор та елементи національної мелодії, типові для народної та релігійної музики, кантів та псалмів. «Все разом надає музиці піднесено врочистого і водночас щирого, задушевного характеру» — пише Загайкевич.

### Текст
Текстом Державного Гімну України є слова першого куплету та приспіву твору П. Чубинського в такій редакції:

Ще не вмерла України і слава, і воля,

Ще нам, браття молодії, усміхнеться доля.

Згинуть наші воріженьки, як роса на сонці.

Запануєм і ми, браття, у своїй сторонці.

Приспів: 

Душу й тіло ми положим за нашу свободу,

І покажем, що ми, браття, козацького роду.

Див. також порівняння тексту оригінального вірша Чубинського (в сучасній орфографії) та сучасної версії, яка лягла в основу гімну.
| Оригінальний вірш Чубинського Ще не вмерла Україна, і слава, і воля! Ще нам, браття-молодці, усміхнеться доля! Згинуть наші вороги, як роса на сонці; Запануєм, браття, й ми у своїй сторонці. Приспів: Душу, тіло ми положим за свою свободу І покажем, що ми браття козацького роду. Гей-гей, браття миле, нумо братися за діло! Гей-гей, пора встати, пора волю добувати! Наливайко, Залізняк і Тарас Трясило Кличуть нас із-за могил на святеє діло. Ізгадаймо славну смерть лицарства-козацтва, Щоб не втратить марне нам своєго юнацтва. Приспів. Ой Богдане, Богдане, славний наш гетьмане! Нащо віддав Україну москалям поганим?! Щоб вернути її честь, ляжем головами, Назовемся України вірними синами! Приспів. Наші браття слав’яне вже за зброю взялись; Не діжде ніхто, щоб ми позаду зістались. Поєднаймось разом всі, братчики-слав’яне: Нехай гинуть вороги, хай воля настане! Приспів. | Сучасна версія Ще не вмерла України, ні слава, ні воля, Ще нам, браття молодії, усміхнеться доля. Згинуть наші вороженьки, як роса на сонці, Запануєм і ми, браття, у своїй сторонці. Приспів: Душу й тіло ми положим за нашу свободу, І покажем, що ми, браття, козацького роду. Станем, браття, в бій кривавий від Сяну до Дону, В ріднім краю панувати не дамо нікому; Чорне море ще всміхнеться, дід Дніпро зрадіє, Ще у нашій Україні доленька наспіє. Приспів. А завзяття, праця щира свого ще докаже, Ще ся волі в Україні піснь гучна розляже, За Карпати відоб'ється, згомонить степами, України слава стане поміж народами. Приспів. |

### Порядок виконання
Згідно з законом «Про Державний гімн України» (2003), гімн виконується на початку та наприкінці урочистих заходів загальнодержавного значення, під час проведення офіційних державних церемоній та інших заходів, а наруга над ним тягне за собою відповідальність, передбачену законом.
У низці законопроєктів було запропоновано розширити перелік подій, під час яких виконується державний гімн. Лунали пропозиції законодавчо закріпити його виконання під час відкриття та закриття сесій Верховної Ради України та місцевих рад, після складання присяги Президентом України, під час зустрічі вищих посадових осіб іноземних держав тощо. Присутні мали слухати його стоячи, чоловіки мали знімати головні убори, а в разі підйому державного прапора всі мали повертатися до нього обличчям. Проте зміни до закону так і не було прийнято.

## Відомі виконавці

Вперше пісню «Ще не вмерла Україна!» записав 1910 року оперний співак Модест Менцинський

Існує багато варіантів аранжувань гімну України для різного складу виконавців. Його виконують без слів симфонічні оркестри або духові оркестри, співають хори з інструментальним супроводом або а капела. Перший запис гімну України датований 1910 роком, коли оперний співак Модест Менцинський записав його для платівки, що вийшла на лейблі Deutsche Gramophon. Протягом наступних років гімн неодноразово записував український баритон Михайло Зазуляк; пісня виходила під назвою «Ще не вмерла Україна!» (Columbia, 1916 рік) та «Вже воскресла Україна!» (Victor Co., 1919 рік).

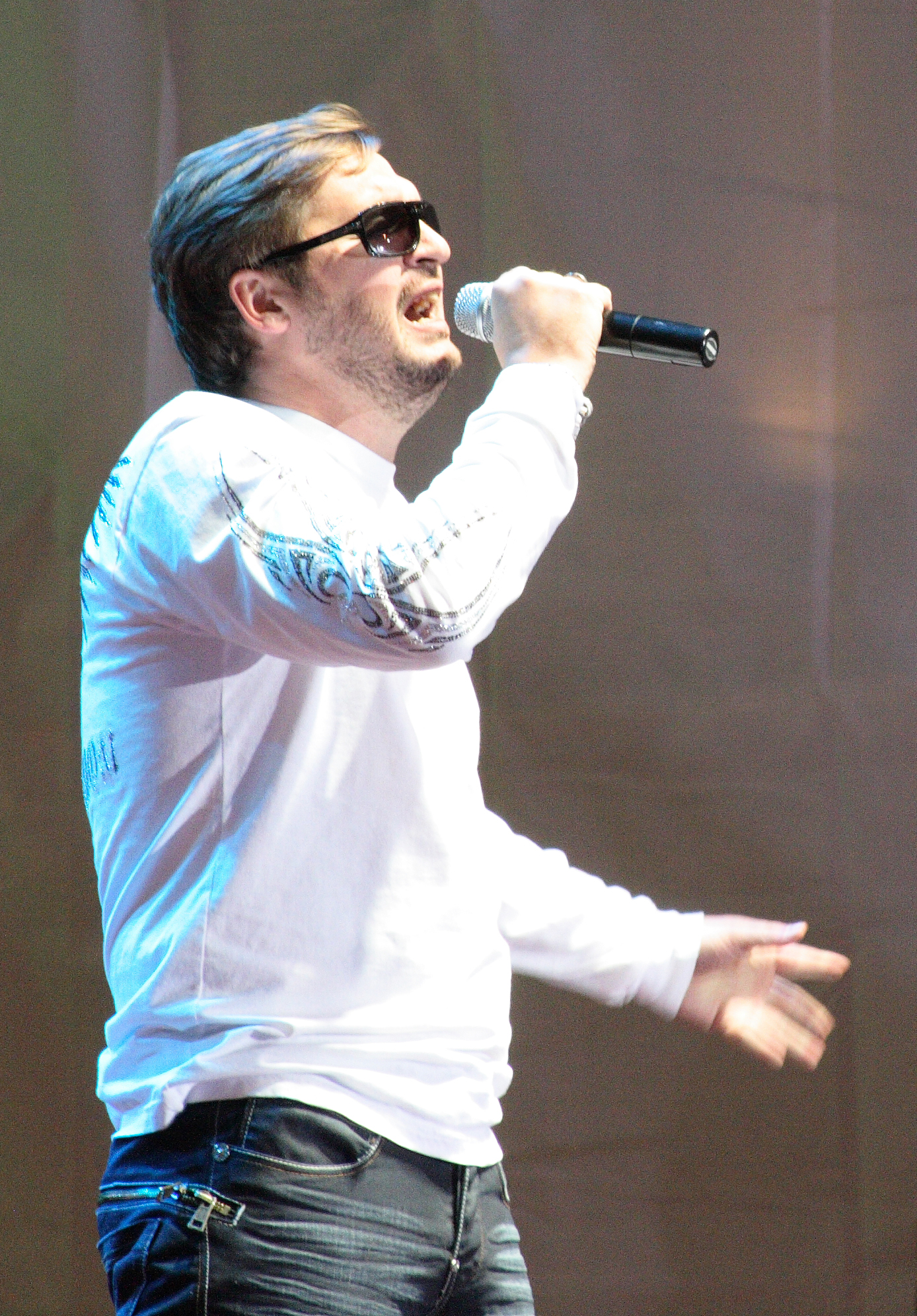
Під час Помаранчевої революції популярною стала версія гімну, записана Олександром Пономарьовим

Після втрати Україною державності «Ще не вмерла Україна!» була заборонена в Радянському Союзі, але продовжувала записуватися та видаватися за його межами. В 1960-ті роки її серед інших патріотичних та стрілецьких пісень записав хор «Кобзар» (Філадельфія, США). 1962 року гімн увійшов до альбому «Ювілейний концерт в театрі „Кольон“» у виконанні Симфонічного оркестру державної радіостанції в Буенос-Айресі, Аргентина. Гімн України неодноразово записували в Канаді, зокрема Духовий оркестр «Батурин», музичний гурт «Соколи», вокальний квартет «Явір».
За часів незалежності вийшли десятки різних версій гімну України, у виконанні таких музикантів та колективів, як хоровий ансамбль «Боян», Галицький духовий оркестр, естрадний театр «Не журись!», Олександр Спаринський, Зразково-показовий духовий оркестр Збройних Сил України, духовий оркестр «Зоря», октет «Орфей», Володимир Вермінський, вокальний секстет ManSound, Національна заслужена капела бандуристів України імені Г. І. Майбороди, музичні гурти «Рура», «Воплі Відоплясова», «Вертеп Банд», F.R.A.M, Meleg, «Хорея Козацька», «Тінь сонця», Олександр Пономарьов, Тіна Кароль та інших.

## У культурі

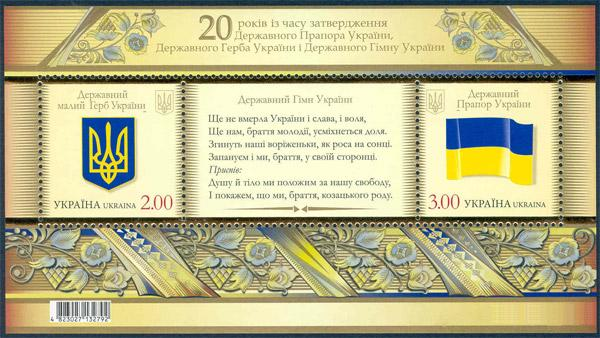
Зчіпка «20 років із часу затвердження Державного Прапора України, Державного Герба України і Державного Гімну України». 2012 р.

У радянському кінематографі «Ще не вмерла Україна», як символ української державності, майже не звучала. У фільмі 1956 року «Павло Корчагін» пісня звучить під час сцени зустрічі Петлюри, але її майже не чутно на тлі вигуків натовпу. Вперше пісня повноцінно прозвучала лише 1987 року у фільмі «Вісімнадцятирічні», де її виконують п'яні петлюрівці. Оркестрову композицію записали в студії «Укртелефільму» згідно з партитурою, яку по пам'яті написав музичний редактор стрічки Ростислав Радченко. Музикознавець Тарас Компаніченко згадував: «Несподівано почути в радянському фільмі такі музичні артефакти української визвольної боротьби. І гімн, і пісня „Не пора“ дійсно були популярними в ті часи серед учасників національного руху, вони служили певними символами визволення України». Після здобуття Україною незалежності ситуація докорінно змінилася, гімн та пісня неодноразово звучали як в документальних, так і в художніх фільмах.
|                                        |  |  |
| Монета «Державний гімн України» (2005) |  |  |

|                          |  |  |
| Монета «Наш гімн» (2012) |  |  |

1955 року Підпільна пошта України випустила серію марок, присвячену гімну України. До її складу увійшло шість марок номіналом 5, 10, 15, 20, 50 та 100 шагів; наклад кожної з перших п'яти становив 5000 примірників, а останньої — 3000 примірників. Намальовані Юрієм Костівим, марки містять фрагменти тексту гімну та відповідні алегоричні зображення. Цей дизайн перевикористали у 1974 році, коли Підпільна пошта України надрукувала випуск, що складався з трьох марок номіналом 5, 10 та 15 шагів на одному аркуші. За часів незалежності, 2012 року Укрпошта випустила блок «20 років із часу затвердження Державного Прапора України, Державного Герба України і Державного Гімну України». Він складався з двох марок «Державний малий Герб України» та «Державний Прапор України», але на полях містив текст державного гімну.
Державному гімну присвячено дві ювілейні та пам'ятні монети України. 2005 року, до 140-ї річниці першого виконання гімну, в обіг увійшла срібна монета «Державний гімн України», що належала до серії «Відродження української державності». Монета номіналом 10 гривень містила стилізоване зображення прапору України та перші рядки нот державного гімну. 2022 року в серії «Українська держава», присвяченій головним символам України — гербові, прапору та гімну, — вийшла монета «Наш гімн» номіналом 5 гривень. На аверсі було зображено ноти гімну на тлі гілки калини із червоними ягодами, а на реверсі — козака Мамая під стовбуром дуба.